# 9228 Nakahiroshi
A 9228 Nakahiroshi (ideiglenes jelöléssel 1996 CG1) a Naprendszer kisbolygóövében található aszteroida. Kobajasi Takao fedezte fel 1996. február 11-én.